# Liste der Baudenkmäler in Linn (Krefeld)
Die Liste der Baudenkmäler in Linn (Krefeld) enthält die denkmalgeschützten Bauwerke auf dem Gebiet von Krefeld-Linn, Stadtbezirk Oppum-Linn, in Nordrhein-Westfalen (Stand: April 2020). Diese Baudenkmäler sind in der Denkmalliste der Stadt Krefeld eingetragen; Grundlage für die Aufnahme ist das Denkmalschutzgesetz Nordrhein-Westfalen (DSchG NRW).

| Bild                                          | Bezeichnung | Lage                                         | Beschreibung | Bauzeit    | Eingetragen seit | Denkmal- nummer |
| --------------------------------------------- | --- | -------------------------------------------- | --- | ---------- | ---------------- | --------------- |
| Stadtbefestigung / Stadtmauer                 | Stadtbefestigung / Stadtmauer | Karte                                        | |            |                  | 134             |
| weitere Bilder                                | Grenzstein | Karte                                        | | 1726       |                  | 604             |
| weitere Bilder                                | Burg Linn mit Vorburg | Albert-Steeger-Straße Karte                  | | 12. Jh.    |                  | 1               |
| Burgpark Linn                                 | Burgpark Linn | Albert-Steeger-Straße Karte                  | |            |                  | 820             |
|                                               | | Albert-Steeger-Straße 10, 12 Karte           | |            |                  | 550             |
| weitere Bilder                                | Winkmannshof | Albert-Steeger-Straße 19 Karte               | Restaurant mit Biergarten, ehemalige kurkölnische Kellnerei der Burg Linn | 1783       |                  | 2               |
|                                               | | Albert-Steeger-Straße 21 Karte               | |            |                  | 3               |
|                                               | | Albert-Steeger-Straße 23 Karte               | |            |                  | 4               |
| Paschhof                                      | Paschhof | Albert-Steeger-Straße 29 Karte               | |            |                  | 5               |
| Kranbahn                                      | Kranbahn | Am Hafenkopf Karte                           | | um 1903    |                  | 809             |
| Lagerhaus                                     | Lagerhaus | Am Hafenkopf 2 Karte                         | | 1905–1906  |                  | 810             |
| Lagerhaus                                     | Lagerhaus | Am Hafenkopf 4 Karte                         | | 1905–1906  |                  | 16              |
| weitere Bilder                                | ehemalige kurfürstliche Wassermühle | Am Mühlenhof 8 Karte                         | |            |                  | 24              |
|                                               | | Andreasmarkt 1 Karte                         | |            |                  | 457             |
|                                               | | Andreasmarkt 2 Karte                         | |            |                  | 458             |
|                                               | | Andreasmarkt 3 Karte                         | |            |                  | 35              |
|                                               | | Andreasmarkt 7 Karte                         | |            |                  | 36              |
| weitere Bilder                                | Textilmuseum | Andreasmarkt 8 Margaretenstraße 31, 33 Karte | |            |                  | 146             |
| weitere Bilder                                | Katholische Kirche St. Mariä Himmelfahrt | Boedikerstraße Karte                         | Kirche mit Glockenturm |            |                  | 952             |
| Schule                                        | Schule | Danziger Platz 1 Karte                       | |            |                  | 58              |
| Gartenhaus                                    | Gartenhaus | Eltweg Karte                                 | [ 1 ] | 1715       |                  | 459             |
| Parkanlage Greiffenhorstpark                  | Parkanlage Greiffenhorstpark | Greiffenhorst Karte                          | | 1840er Jh. |                  | 819             |
| weitere Bilder                                | Haus Greiffenhorst | Greiffenhorst 1 Karte                        | | 1838–1843  |                  | 75              |
| weitere Bilder                                | Hausenhof | Greiffenhorst 2 Karte                        | |            |                  | 76              |
| weitere Bilder                                | Hafendrehbrücke | Hafenstraße Karte                            | | 1905       |                  | 613             |
| weitere Bilder                                | Roggen- und Gerstemühle, Getreidesilo, Wohn- und Bürohaus und Werksmauer der Spedition Roters + Buddenberg                                     | Hafenstraße 83, 85 Karte                     | 1907 erbaut von der ehemaligen Roggen- und Gerstemühle Reinhold Becker, seit 1911 Crefelder Mühlenwerke, seit 1943: Duisburger Mühlenwerke AG, seit 1990 bis heute: Spedition Roters + Buddenberg GmbH |            |                  | 1007            |
|                                               | | Issumer Straße 6 Karte                       | |            |                  | 100             |
|                                               | | Issumer Straße 9 Karte                       | |            |                  | 461             |
|                                               | | Issumer Straße 17 Karte                      | |            |                  | 101             |
|                                               | | Issumer Straße 19 Karte                      | |            |                  | 462             |
|                                               | | Issumer Straße 20 Karte                      | |            |                  | 102             |
| weitere Bilder                                | Issumer Turm und Torgebäude | Issumer Straße 37, 39 Karte                  | vermutlich als Burglehn im 14. Jahrhundert errichtet; der älteste, untere Teil des Turmes entstammt dem 15. Jahrhundert                                                                                | ab 15. Jh. |                  | 103             |
| weitere Bilder                                | Jüdischer Friedhof Linn | Kreuzweg Karte                               | |            |                  | 930             |
| Weiße Schule                                  | Weiße Schule | Margaretenplatz 1, 2 Karte                   | |            |                  | 140             |
| Rote Schule                                   | Rote Schule | Margaretenplatz 4 Karte                      | |            |                  | 596             |
|                                               | | Margaretenstraße 1 Karte                     | |            |                  | 141             |
|                                               | | Margaretenstraße 5 Karte                     | |            |                  | 142             |
|                                               | | Margaretenstraße 15 Karte                    | |            |                  | 463             |
|                                               | | Margaretenstraße 16 Karte                    | |            |                  | 464             |
|                                               | | Margaretenstraße 19 Karte                    | zweigeschossiges Giebelhaus mit engmaschigem Fachwerk, das mit Backsteinen im Muster ausgefüllt ist | 1665       |                  | 143             |
|                                               | | Margaretenstraße 21 Karte                    | |            |                  | 144             |
|                                               | | Margaretenstraße 22 Karte                    | |            |                  | 396             |
|                                               | | Margaretenstraße 23 Karte                    | |            |                  | 145             |
|                                               | | Margaretenstraße 32 Karte                    | |            |                  | 147             |
|                                               | | Margaretenstraße 34 Karte                    | |            |                  | 148             |
|                                               | | Margaretenstraße 39 Karte                    | |            |                  | 553             |
| ehemaliges Zollhaus                           | ehemaliges Zollhaus | Margaretenstraße 46, 48 Karte                | |            |                  | 466             |
|                                               | | Margaretenstraße 47 Karte                    | |            |                  | 467             |
|                                               | | Mauerstraße 2, 4 Karte                       | |            |                  | 873             |
| Haus Nauen                                    | Haus Nauen | Rheinbabenstraße 50 Karte                    | Hauptgebäude und Saal |            |                  | 949             |
|                                               | | Rheinbabenstraße 82, 84 Karte                | |            |                  | 469             |
|                                               | | Rheinbabenstraße 88 Karte                    | |            |                  | 183             |
| ehemaliges Synagogendiener- oder Kantorenhaus | ehemaliges Synagogendiener- oder Kantorenhaus                                                                                                  | Rheinbabenstraße 92 Karte                    | |            |                  | 918             |
|                                               | | Rheinbabenstraße 106 Karte                   | |            |                  | 470             |
| Bezirksverwaltungsstelle                      | Bezirksverwaltungsstelle | Rheinbabenstraße 110 Karte                   | |            |                  | 184             |
|                                               | | Rheinbabenstraße 130 Karte                   | |            |                  | 471             |
| weitere Bilder                                | Katholische Pfarrkirche St. Margareta | Rheinbabenstraße 131 Karte                   | |            |                  | 468             |
|                                               | | Rheinbabenstraße 136 Karte                   | |            |                  | 472             |
| Bakenhof                                      | Bakenhof | Rheinbabenstraße 144, 150 Karte              | |            |                  | 185             |
| weitere Bilder                                | Getreidespeicher mit bauzeitlicher Ausstattung und zwei dazugehörige Sauganlagen der ehemaligen Crefelder Lagerhausgesellschaft Schou & Co. KG | Silostraße 25 Karte                          | | 1911       |                  | 1009            |